# Baldo Araya Uribe
Baldo Bito Araya Uribe (Queilén, Chiloé, 27 de julio de 1924 - Coyhaique, 29 de junio de 2006) fue un periodista, cronista, dirigente político y gremial chileno. Se destacó por escribir, relatar y difundir diversos aspectos del proceso de colonización de Aysén, sus primeros pobladores e historias del acontecer social, político y cultural de la región hasta los años 90 aproximadamente.

## Familia y primeros trabajos
Hijo de Ana Uribe Álvarez y Bonifacio Araya Cuevas, a los cinco años la familia se radica en la ciudad de Puerto Aysén. Durante su adolescencia se traslada a la ciudad de Ancud para desarrollar su enseñanza secundaria y retorna a Puerto Aysén una vez completada.
A los 21 años contrae matrimonio con la vecina de Balmaceda, Mercedes Echaveguren Acevedo, un 9 de mayo de 1946. Viven en Puerto Montt un tiempo donde Araya trabaja en el Registro Civil de la ciudad. Con posterioridad emigran a la ciudad argentina de Bariloche por cinco años ingresado a trabajar al consulado chileno de la zona. Durante estos años nace su única hija, Inés de las Mercedes Araya Echaveguren (Bariloche, 13 de febrero de 1947 - Valdivia, 22 de diciembre de 2014).
Sus primeras colaboraciones en medios de comunicación y publicaciones inician en esta época:
- Programa radial "Así es Chile" creado por Araya en 1948 y que animó hasta 1950. Se transmitió en LU8 Radio Bariloche.
- Corresponsal desde Argentina para la revista chilena Zig-Zag.

A mediados de los años 50 regresa a Chile y la región de Aysén, estableciéndose en la localidad de El Blanco unos años, donde instala un almacén de abarrotes llamado "Melipal". Se traslada nuevamente la familia el año 1956 a Coyhaique donde se establece definitivamente hasta su deceso el año 2006.

## Crónicas de Coyhaique
En 1979, con el auspicio de la Ilustre Municipalidad de Coyhaique y con motivo de las bodas de oro de la capital regional, Baldo Araya publicó el libro Crónicas de Coyhaique. Esta obra se convierte en la primera crónica regional que abarca desde la prehistoria hasta la época moderna de la ciudad fundada en 1929.
La autoría de este libro fue puesta en duda al no consignarse en parte alguna el nombre de Baldo Araya como creador. Esto fue enmendado al dictarse un decreto municipal y anexando una cuartilla firmada y pegada al interior del libro con el siguiente texto:

El Alcalde que suscribe, certifica que el autor intelectual de esta obra es el periodista don Baldo Araya Uribe, cuya autoría no se consignó por una involuntaria omisión de los impresores.
E. Hernáez R. - Secretario Subrogante. Municipalidad de Coyhaique.
J. Vadell Gana. Alcalde de Coyhaique.

## Obras
- Crónicas de Coyhaique en sus bodas de oro (1979) Editado por la Ilustre Municipalidad de Coyhaique
- Aysén siglo XXI (1991)
- El gran reportaje de Aisén, Tomo I (1998)
- Crónicas de Coyhaique (2011) Reedición corregida, comentada e ilustrada de la obra original de 1979.